# Антонова-Ковальская, Людмила Константиновна
Людмила Константиновна Антонова-Ковальская (1874, Иркутск — 10 сентября 1944) — российская и советская художница. Член Союза художников Крыма. Супруга Вячеслава Ковальского.

## Биография
Родилась в 1874 году в Иркутске. Родители погибли, когда Людмила была ещё ребёнком, поэтому за её воспитание отвечала сестра Елена Константиновна Антонова.
Людмила Антонова получила среднее образование в родном городе. В 1892 году переехала в Санкт-Петербург. Предположительно училась в рисовальной школе в Харькове.
С 1897 года училась в Высшем художественном училище при Академии художеств, занимаясь в мастерских Ильи Репина, а позже Дмитрия Кардовского. Обучение окончила в 1907 году, получив звание художника-живописца за картину «Дети». Параллельно окончила Педагогические курсы при Академии художеств со званием учительницы рисования. До 1916 года занималась преподаванием в Санкт-Петербурге. Вышла замуж за архитектора и художника Вячеслава Ковальского.
В 1916 году вместе с мужем переезжает в Киев, а в 1919 году — в Крым. По одной из версий Ковальские находились на отпуске в Ялте, однако после занятия Киева большевиками, решили не возвращаться туда. В годы гражданской войны Ковальские зарабатывали продажей картин, подготовкой плакатов, диаграмм и гравюр для Помгола. Антонова-Ковальская работала учительницей рисования в Ялтинском промышленно-экономическом техникуме, руководила мастерской портретной живописи. В конце 1920-х годов семья переезжает в Симферополь, где Антонова-Ковальская работала в Крымском государственном издательстве и товариществе «Крымхудожник».
5 мая 1938 года, не зная о расстреле сына, написала письмо Екатерине Пешковой, руководившей Политическим Красным Крестом, с просьбой прояснить его судьбу. В конце 1930-х годов вместе с семьёй проживала в Доме специалистов в Симферополе.
В годы оккупации Симферополя нацистами во время Великой Отечественной войны Антонова-Ковальская состояла в коллективе художников при городской управе. Газета «Голос Крыма» от 1943 года следующим образом упоминает её имя: «Из участников выставки в первую очередь следует отметить художников старого поколения, у них чувствуется во всём большой опыт и резко выраженная индивидуальность. К этой категории принадлежат в первую очередь Самокиш, Ковальская, Лукьянов, Степанов и некоторые другие». Ковальская значилась в числе 12 членов Союза художников Крыма на 1 июля 1944 года.
Скончалась 10 сентября 1944 года.

## Творчество
Свои художественные работы выполняла акварелью, маслом, пастелем, карандашом и углём. Выполняла работы в жанре портрет. Автор двух портретов писателя Тараса Шевченко, портрета писателя Михаила Коцюбинского и скульптора Михаила Паращука. В 1918 году её работа «Розы» получила позитивную характеристику от искусствоведа Евгения Кузьмина в газете «Голос Киева».
Работы Антоновой-Ковальской хранятся в Симферопольском художественном музее и Национальной библиотеке Украины имени В. И. Вернадского.

## Семья
Сестра — Елена Константиновна Антонова. До 1917 года переехала в Токио, где планировала дать своей дочери высшее образование. После землетрясения 1923 года, вместе с дочерью переехала в США.
Сын — Борис Васильевич Антонов (1899—1938). Известно, что его отец до 1917 участвовал в революционном движении на стороне большевиков, скончался в 1933 году в кремлёвской больнице. Борис учился в Киевской частной мужской гимназии Владимира Науменко. Служил во 2-м Офицерском генерала Дроздовского стрелковом полку, где пробыл три месяца, а затем направлен на учёбу в Севастопольский морской кадетский корпус. Работал инструктором в отряде «Юков» («Юных коммунистов») в Севастополе, а затем в Ялте являлся инструктором по всеобучу при роте особого назначения, где проводил строевые занятия среди допризывников и спортивные занятия среди членов спортивного клуба. В 1922 году был мобилизован. Принял участие в харьковском совещании представителей всех частей по всеобучу и всех спортивных организаций Украины и Крыма. В 1930 году был арестован по обвинении в «контрреволюционной деятельности» и приговорён коллегией ОГПУ к трём годам в Вишерском исправительно-трудовом лагере. С 1934 года — член Союза жилищно-коммунального строительства. Работал в Крымгоспроекте, откуда 29 июля 1937 года был уволен. 28 октября 1937 года на фоне «Большого террора» был арестован по обвинению в шпионаже, контрреволюционной пропаганде, организации скаутского движения и службе в Белой армии. Расстрелян 10 февраля 1938 года.
Супруг — Вячеслав Иолевич Ковальский (1877—1943). Являлся архитектором и художником. Спроектировал ряд зданий на территории Крыма. Репрессирован в годы «Большого террора».